# السيسنية
السيسنية ناحية إدارية وقرية في منطقة صافيتا التابعة لمحافظة طرطوس. تفع القرية على بعد سبعة كيلو مترات إلى الجنوب من مدينة صافيتا على ضفاف نهر الأبرش الذي يروي بساتينها الخضراء.
تحيط بهذه القرية أراضٍ طيبة مليئة بأنواع الأشجار المثمرة وخاصة الزيتون والحمضيات على أنواعها. يقطنها المسيحيون والعلويون.

## السيسنية تاريخياً
يرد اسم السيسنية في المراجع التاريخية وخاصة أيام آل سيفا وبني معن أي في أواخر القرن السادس عشر وأوائل القرن السابع عشر. ولكن يبدو أن هذه القرية أقدم من ذلك بكثير، يدل على ذلك التاريخ المكتوب على الإنجيل الذي وجد في مغارة الكنيسة ويحمل التاريخ 1007م كاتب الإنجيل هو الشماس سالم داود موسى.
خرج من السيسنيّة البطريرك يواكيم السادس ابن زيادة. زار البطريرك الإنطاكي مكاريوس ابن الزعيم السيسنية وهو في طريقه إلى صافيتا وذلك يوم الاثنين من الجمعة الخامسة من صوم الفصح سنة 1649م /راجع أسد رستم : تاريخ كنيسة أنطاكية ج3 ص51/

## الكنيسة
الكنيسة الموجودة حالياً بنيت على أنقاض كنيسة قديمة تحتها مغارة ويقال أن السبب الذي دعا أهل القرية إلى نبش الكنيسة القديمة كان ذلك النور الذي كان الكثيرون منهم يعاينونه منحدراً فوق موقع المغارة الكنيسة متوضعة بين المدافن وتتصدرها من الجهة الجنوبية ساحة واسعة فيها شجرة بلوط يقدَّر عمرها بمئات السنين. تحمل الكنيسة أسم السيدة العذراء ويقام الاحتفال بعيدها في 15 آب عيد رقاد السيدة العذراء،
وتعتبر هذه الكنيسة مزاراً يرد إليه طلاب البركة والصلاة من سكان المنطقة وغيرها ويؤمن بقدسيتها العلويون والمسيحيون. شكل الكنيسة الحالية عبارة عن عقدين من الغرب عقد مصالب يلتقي في الشرق مع عقد اسطواني أنبوبي ينتهي بانحناءة الهيكل. في المغارة التي تشكل اليوم جزءاً من أساس الكنيسة الجديدة وجد الإنجيل الذي يحمل أسم إنجيل السيسنية موضوعاً في يدي شماس نقل بعد ذلك إلى مدفن مخصص لدفن الإكليروس داخل الكنيسة.
ويوجد القبر في الجهة اليمنى عند المدخل ويدعى قبر الشماس حتى اليوم. إلى جانب رفاة الشماس وضعت أواني الكنيسة القديمة مع بدلة كهنوتية. أهالي السيسنية أغلبهم يعمل في الزراعة البعلية والمروية وحالياً فيها عدد كبير من البيوت الزجاجية /بيوت وصالات بلاستيكية/. يسكنها اليوم 130 أسرة مسيحية. وتتمتع بمزايا حضارية.
فهي اليوم مركز بلدة بلدية السيسنية. ويوجد فيها مركز ناحية ومركز هاتف وآخر للبريد وفيها مدارس ابتدائية وإعدادية وثانوية. ووحدة إرشادية زراعية.
الخط يبقى زماناً بعد كاتبه وكاتب الخط تحت الأرض مدفوناً، يا قارئ الخط قل الله يرحمه ياسامع بالله قل آمين، الشماس سالم ابن داوود ابن سالم ابن داوود غفر الله له ولوالديه ولمن يترحم عليه سنة س ب ع للألف، هي كلمات وجدت على إحدى صفحات إنجيل يعود إلى القرن الحادي عشر في كنيسة السيسنية.
قديماً كانت الكنيسة مبنية من أحجار الدبش وسقفها من الأضلاع الخشبية فوقه التراب الأبيض ولا أحد يعرف العمر الحقيقي لهذه الكنيسة ولكن تم ترميمها في عام 1926.
في عام1923 بدأت الكنيسة بالانهيار وتساقط سقفها وجدرانها شيئاً فشيئاً حتى باتت شبه منهارة فذهب السيد إبراهيم حنا نصر الله إلى المرجع المسيحي في صافيتا الأب اسبر باشا وقال له إن الكنيسة انهارت، فكلف ابنه تامر بالتعاون مع إبراهيم بجمع التبرعات لإعادة ترميمها بالكامل بنوعين من الحجر الكلسي والبازلتي القاسي، وأثناء سير العمل وجد بالقرب من أحد أساساتها مغارة في جرف صخري وعثر فيها على قبر فيه رفاة رجل دين مسيحي يحمل في يده إنجيلاً مكتوب بخط اليد على ورق البردى، وبعد قراءة الإنجيل تبين أنه بخط الشماس سالم ابن داوود وهذه رفاته، حيث رسم عليه بعض النقوش القديمة بماء الذهب وغلافه الخارجي مصنوع من الجلد الطبيعي.
تم ترميم الكنيسة بالحجر البازلتي الأسود القاسي الذي لا يرشح منه الماء المتواجد في قرية عين دابش المجاورة، بالإضافة إلى الحجر الأبيض الكلسي القاسي الموجود في القرية حالياً وذلك بطريقة فنية متميزة وهي طريقة عقد الأحجار ببعضها البعض لتأخذ شكل النفق وتشكل العديد من القناطر المتداخلة، كما تم ترميم مكان قبر الشماس.
وعن محتويات الكنيسة الأخرى :يوجد في أعلى جدران الكنيسة ثلاث فتحات مربعة الشكل للتهوية بالإضافة إلى فتحة دائرية باتجاه الشرق لتسمح بدخول أشعة الشمس إلى داخل الكنيسة وجرن مصنوع من الحجر الطبيعي للعمادة، ويحيط بالكنيسة مجموعة من أشجار البلوط التي يزيد عمرها عن 400 سنة وذلك واضح من أحجامها إضافة إلى الإنجيل الموجود حالياً مع أحد الأعضاء السابقين في لجنة الكنيسة وهو يحتفظ به في مكان سري حرصاً عليه لأنه تعرض لعدة محاولات سرقة حيث لايسمح لأحد بلمسه أو تصويره.